# Paul Mazursky

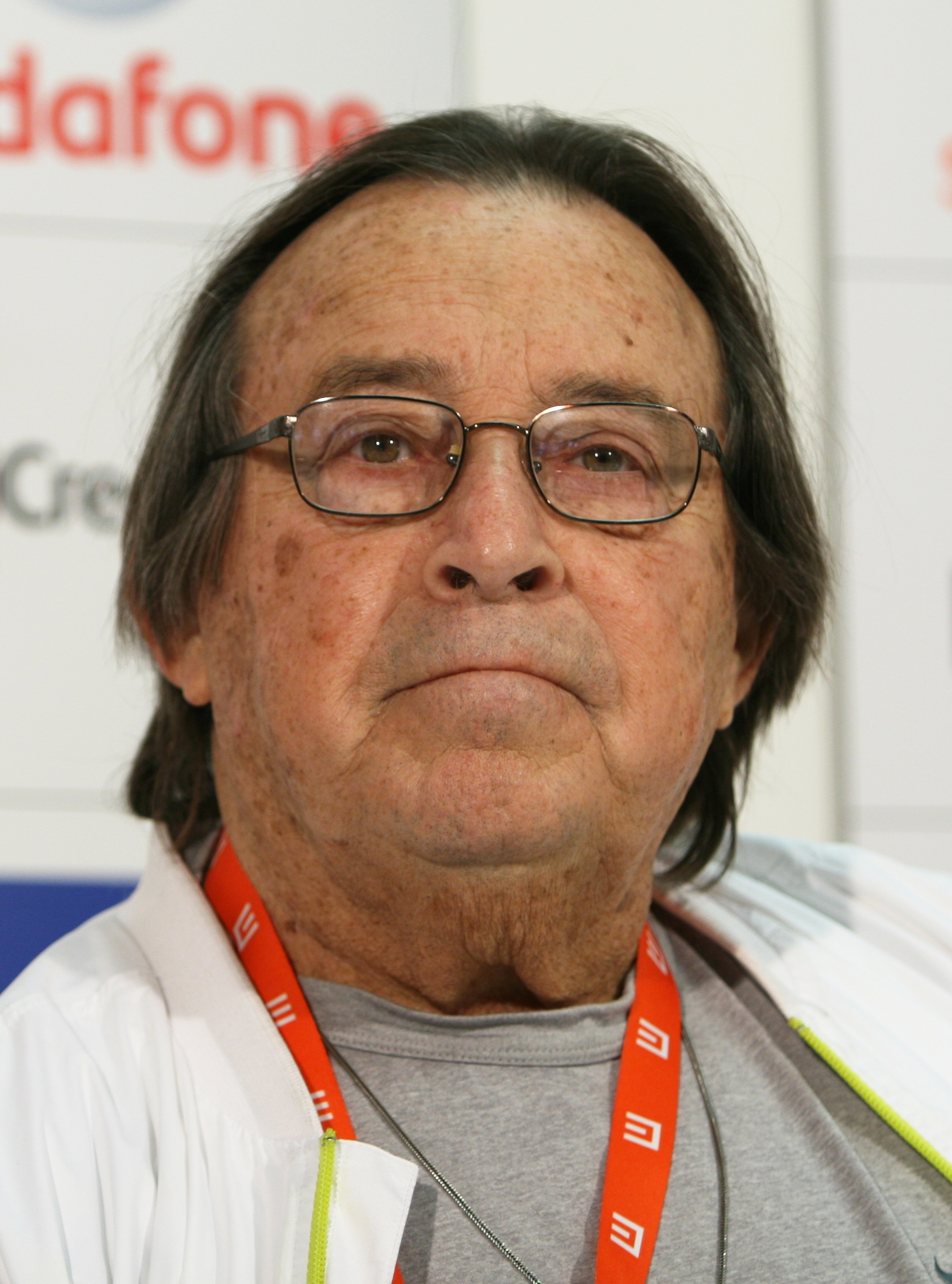
Paul Mazursky (2008)

Irwin Lawrence „Paul“ Mazursky (* 25. April 1930 in New York City, New York; † 30. Juni 2014 in Los Angeles, Kalifornien) war ein US-amerikanischer Regisseur, Drehbuchautor, Schauspieler und Filmproduzent. Er galt als bedeutender Vertreter des US-amerikanischen Autorenfilms. Viele seiner Filme spielen in New York. Oft hatte er die Lebenswege und Schicksale einfacher Menschen im Blick, zum Beispiel in seinem heiter-melancholischen Film Ein Haar in der Suppe von 1976.

## Leben
Der im New Yorker Stadtteil Brooklyn geborene Mazursky war als Drehbuchautor, Regisseur, Filmproduzent sowie Schauspieler tätig.
Er war zunächst als Schauspieler aktiv, in Stanley Kubricks erstem Film Fear and Desire und in Die Saat der Gewalt, zog nach Kalifornien und arbeitete für The Second City Comedy Revue, dann für The Danny Kaye Show. Währenddessen schrieben er und Larry Tucker die Pilotfolge zur Serie The Monkees und ein Skript namens H-Bomb Beach Party, das zwar optioniert, jedoch nicht produziert wurde. Nach dem Ende der Danny Kaye Show bezogen sie ein gemeinsames Büro auf dem Sunset Boulevard in Los Angeles und schrieben das Drehbuch zu Lass mich küssen deinen Schmetterling, das Mazurskys Agent an Peter Sellers weiterreichte.
1969 folgte mit Bob & Carol & Ted & Alice sein Langspielfilmdebüt als Regisseur. Seit 1973 produzierte er viele seiner Filme selbst.
Im Verlaufe seiner Karriere war Mazursky fünfmal für den Oscar nominiert, darunter einmal mit seinem Kollegen Larry Tucker, mit dem er bei mehreren Projekten zusammenarbeitete. 1979 erhielt er für seinen Film Eine entheiratete Frau den Filmpreis Bodil in der Kategorie Bester nicht-europäischer Film. 2010 wurde Mazursky von der Los Angeles Film Critics Association für sein Lebenswerk ausgezeichnet.
Zweimal – 1970 und 1979 – wurde er von der National Society of Film Critics für das Beste Drehbuch geehrt, dreimal erhielt er den New York Film Critics Circle Award. Die Writers Guild of America zeichnete ihn 1970 für sein Drehbuch zu Bob & Caroline & Ted & Alice aus.
Paul Mazursky starb am 30. Juni 2014 im Alter von 84 Jahren in Los Angeles an Herz-Kreislauf-Versagen.

## Filme (Auswahl)

### Regie
- 1969: Bob & Carol & Ted & Alice
- 1970: Alex im Wunderland (Alex in wonderland)
- 1973: Heirat ausgeschlossen (Blume in love)
- 1974: Harry und Tonto (Harry and Tonto)
- 1976: Ein Haar in der Suppe (Next Stop Greenwich Village)
- 1977: Eine entheiratete Frau (An unmarried woman)
- 1979: Willie & Phil (Willie and Phil)
- 1982: Der Sturm (Eine überraschende Komödie) (Tempest)
- 1983: Moskau in New York (Moscow on the Hudson)
- 1986: Zoff in Beverly Hills (Down and out in Beverly Hills)
- 1988: Mond über Parador (Moon over Parador)
- 1989: Feinde – Die Geschichte einer Liebe (Enemies: A Love Story)
- 1991: Ein ganz normaler Hochzeitstag (Scenes from a mall)
- 1993: Stage Fright – Eine Gurke erobert Hollywood (The pickle)
- 1996: Der Hochzeitstag (Faithful)
- 1998: Winchell
- 2004: Coast to Coast

### Darsteller
- 1953: Fear and Desire – Regie: Stanley Kubrick
- 1955: Die Saat der Gewalt (The Blackboard Jungle) – Regie: Richard Brooks
- 1976: A Star Is Born – Regie: Frank Pierson
- 1985: Kopfüber in die Nacht – Regie: John Landis
- 1986: Zoff in Beverly Hills (Down and out in Beverly Hills)
- 1988: Punchline – Der Knalleffekt (Punchline)  – Regie: David Seltzer
- 1992: Man Trouble – Auf den Hund gekommen (Man Trouble) – Regie: Bob Rafelson
- 1993: Carlito’s Way – Regie: Brian De Palma
- 1995: Miami Rhapsody – Regie: David Frankel
- 1996: 2 Tage in L. A. (Two days in the valley) – Regie: John Herzfeld
- 1997: Im Sog der Gier (Weapons of Mass Distraction) – Regie: Stephen Surjik
- 1998: Why Do Fools Fall in Love – Die Wurzeln des Rock ’n’ Roll (Why Do Fools Fall in Love) – Regie: Gregory Nava
- 1999: Ein filmreifer Mord (A slight case of murder) – Regie: Steven Schachter
- 2000–2001: Die Sopranos (The Sopranos, Fernsehserie, 2 Folgen)
- 2004: Coast to Coast
- 2018: The Other Side of the Wind [in den frühen 1970ern gedreht]

### Produzent
- 1968: Lass mich küssen deinen Schmetterling (I love you Alice B. Toklas) – Regie: Hy Averback
- 1990: Filofax – Ich bin du und du bist nichts (Filofax) – Regie: Arthur Hiller